# Šeststrana bipiramida
| Šeststrana bipiramida           | Šeststrana bipiramida                |
| ------------------------------- | ------------------------------------ |
|                                 |                                      |
| Vrsta                           | bipiramida                           |
| Stranske ploskve                | 12 trikotnikov                       |
| Robovi                          | 18                                   |
| Oglišča                         | 8                                    |
| Dualni polieder                 | šeststrana prizma                    |
| Simetrijska grupa               | D6h                                  |
| Konfiguracija stranskih ploskev | V4.4.6                               |
| Značilnost                      | konveksna, prehodne stranske ploskve |

Šeststrana bipiramida je polieder, ki je sestavljen iz dveh šeststranih piramid, ki sta povezani s svojima osnovnima ploskvama. Nastalo telo ima 12 trikotniških stranskih ploskev, 8 oglišč in 18 robov. 12 stranskih ploskev predstavljajo enakokraki trikotniki.
Šeststrana bipiramida je ena izmed neskončne množice bipiramid. Ima 12 stranskih ploskev. To pomeni, da je vrsta dodekaedra, čeprav se ta izraz pogosteje uporablja za pravilni polieder, ki ima petkotniške stranske ploskve. Včasih se uporablja tudi izraz dodekadeltaeder in se tako loči platonska telesa od bipiramid.  